# Łapszanka
Łapszanka (slovensky Lapšanka, maďarsky Kislápos, německy Kleinlapsch) je obec v Polsku, Malopolském vojvodství, v okrese Nowy Targ, v gmině Łapsze Niżne, v Zamaguří. Łapszanka leží cca 6 km SSZ od Osturni. Leží v hlubokém údolí potoka, který vytváří asi 30 vodopádů. Z průsmyku Łapszanka (945 m n. m.) je výhled na Tatry a široké panorama Spišské Magury. V obci se hovoří spišským nářečím.

## Historie
První písemná zmínka o obci pochází z roku 1662. Do roku 1918 byla obec součástí Uherska, poté součástí první československé republiky. Od roku 1920 do roku 1939 byla součástí druhé polské republiky. V letech 1939 až 1945 byla součástí Slovenska. V polovině 20. století (do roku 1953) se ve zdejší škole vyučovalo slovensky.